# Limbo (2021)
Limbo (Originaltitel: chinesisch 智齒 / 智齿, Pinyin Zhì Chǐ, Jyutping Zi3 Ci2) ist ein in Hongkong gedrehter chinesischer Actionthriller von Soi Cheang aus dem Jahr 2021.

## Handlung
Polizeineuling Will Yam kommt mit Bestnoten aus der Polizeischule. Ihm zu Seite wird der gebrochene, aber erbarmungslose und erfahrene Veteran Cham Lau gestellt. Er ist erst seit kurzem wieder im Dienst, nachdem seine Frau bei einer Trunkenheitsfahrt schwer verletzt wurde und seitdem im Koma liegt. Bei dem Unfall verlor er außerdem sein ungeborenes Baby. In Hongkong treibt derweil ein Serienmörder sein Unwesen. Er tötet vor allem junge Frauen, illegale Einwanderinnen, Prostituierte und Junkies. Dabei trennt er ihnen nach einer Vergewaltigung die Hand ab und wirft die Leichen anschließend in den Müll.
Bei ihren Ermittlungen stoßen sie auf Ex-Junkie Wong To, die Cham Laus Frau überfahren hatte. Sie ist gerade aus dem Gefängnis entlassen worden, wo sie für die Trunkenheitsfahrt büßte. Will Yam kann gerade noch verhindern, das Cham Lau sie tötet. Stattdessen zwingt Cham Lau Wong To dazu ihnen bei den Ermittlungen zu helfen. Sie untersuchen im Drogenmilieu und schicken die Frau vor, um den Täter anzulocken. Sie soll an ihr bekannten Stellen vorgeben Drogen zu kaufen. Die Polizisten stürmen dann die Wohnungen der Dealker und befragen sie. Dabei stoßen die Ermittler auf weitere Leichen. Dabei stoßen sie auf die Drogendealerin Fish Liew, der ein Arm fehlt. Sie ist vermutlich eine Überlebende des Serienmörders. Doch ihre Ermittlunge führen sie zu einer aufgebrachten Menge, die Wong To verfolgt, da sie die Drogendealer verraten hat. Bei einem Tumult verliert Will Yam seine Dienstwaffe. Fish Liew wird von der aufgebrachten Menge getötet, während es dem Serienmörder gelingt Wong To habhaft zu werden. Cham Lau drängt Will Yam dazu, den Verlust seiner Dienstwaffe nicht zu melden.
Beide kommen unabhängig voneinander auf den richtigen Täter. Es handelt sich um den obdachlosen Einwanderer Yamada Akira, einen Müllsammler, der auf Grund dem Verlust seiner Familie unter einem Ödipuskomplex und Amelotatismus leidet. Yamada Akira vergewaltigt Wong To zunächst und will ihr dann den Arm abtrennen. Doch sie kann sich von ihm befreien und findet die Dienstwaffe. Sie versteckt sich in seinem Unterschlupf. Gerade rechtzeitig kommen Will Yam und Cham Lau hinzu. Es kommt zu einem harten Kampf, an dessen Ende es Will Yam gelingt Yamada Akira zu töten. Cham Lau macht sich auf die Suche nach Wong To. Als er sie in einem Schrank versteckt findet, denkt sie es sei der Täter und erschießt ihn, als die Tür geöffnet wird. Erst als sie Cham Laus Leiche sieht, erkennt sie ihren Irrtum.
Will Yam will anschließend den Verlust seiner Dienstwaffe rückwirkend melden und seine Teilschuld am Tod Cham Laus eingestehen. Doch Cham Lau hatte vorher bereits die Schuld auf sich genommen und seine eigene Waffe als gestohlen gemeldet.

## Hintergrund
Limbo basiert auf dem Roman The Wisdom Tooth von Lei Mi. Er wurde von September bis Oktober 2017 an Originalschauplätzen in Hongkong gedreht.  Am 2. Oktober 2017 wurde der Endkampf auf einem Dach im Kwun Tong District gedreht. Für die Hauptrollen nahmen sowohl Gordon Lam als auch Hiroyuki Ikeuchi stark ab. Der Film ist stark vom Film noir beeinflusst. er wurde zwar in farbe gedreht, doch am Ende entschied Cheang den Film in Schwarz-weiß zu veröffentlichen. Visuell ist der Film stark von Müll geprägt. Für einzelne Szenen luden mehr als 15 Müllautos in einem alten Gebäude ab. Der deutsche Filmtitel bezieht sich auf die von Dante Alighieri in seinem Buch „Göttliche Komödie“ beschriebene Vorhölle, in die man ohne eigenes Verschulden kommt. Der Originaltitel bedeutet jedoch übersetzt Weisheitszahn und ist der Originaltitel des Buches von Lei Mi.
Seine Premiere hatte der Film bei den Internationalen Filmfestspiele Berlin 2021. Es folgte eine Aufführung auf dem Far East Film Festival in Italien, wo der Film einen der Hauptpreise gewann. In Hongkong folgte eine Kinoauswertung an dem 18. November 2021. der Film spielte 1.276.603 Hongkong-Dollar ein (ca. 149.439 Euro) und erreichte in der Eröffnungswoche Platz 10 der Kinocharts.

## Synchronisation
Die deutsche Synchronbearbeitung entstand 2023 nach einem Dialogbuch und unter der Dialogregie von Ulrich Johannson bei Think Global Media in Berlin.
| Darsteller       | Rolle        | Synchronsprecher  |
| ---------------- | ------------ | ----------------- |
| Hiroyuki Ikeuchi | Akira Yamada | Timo Weisschnur   |
| Sammy Sum        | Boss Spark   | Carlos Fanselow   |
| Lam Ka Tung      | Cham Lau     | Sven Gerhardt     |
| Fish Liew        | Coco         | Noemi Ferrari     |
| Mason Lee        | Will Ren     | Jeremias Koschorz |
| Yase Liu         | Wong To      | Angelina Geisler  |

## Rezeption
Der Film wurde überwiegend gelobt, wobei der eigentliche Plot nicht wirklich entscheidend ist. Die Kritiker betrachtetem stattdessen wohlwollend die intensive Darstellung des Gezeigten, die Stilistik und die Bildgewalt des Werkes.
Das Lexikon des internationalen Films urteilte: „Ein furios inszenierter Thriller, der seine enigmatische Kraft weniger aus dem Mörderhatz-Plot zieht, als aus der dank Darstellerleistungen, Production-Design, Kamera und Filmmusik höchst suggestiven, ebenso drastisch-harten wie ästhetischen Zeichnung einer gewalttätigen urbanen Vorhölle, in der die Figuren wie verdammte Seelen um Erbarmen und Erlösung ringen.“ In EPD Film schrieb Jörg Taszman: „Man kann sich der Wucht dieses faszinierenden Schwarz-Weiß-Films kaum entziehen, fühlt sich stilistisch an Aleksey Germans Science-Fiction-Endzeitepos Es ist schwer, ein Gott zu sein erinnert. Nur manchmal ist Limbo bei allem Stilwillen einfach zu viel des Bösen.“
Auf Filmstarts schrieb Redakteur Björn Becher: „Mit unbedingtem Stilwillen inszenierte, ebenso brutale wie intensive Serienkillerjagd.“

## Auszeichnungen
| Jahr | Award                                 | Kategorie                      | Sieger                                   | Resultat  | Einzelnachweis |
| ---- | ------------------------------------- | ------------------------------ | ---------------------------------------- | --------- | -------------- |
| 2021 | Far East Film Festival                | MYmovies Purple Mulberry Award | Limbo                                    | Gewonnen  | [ 14 ]         |
| 2022 | Hong Kong Film Critics Society Awards | Best Film                      | Limbo                                    | Gewonnen  | [ 15 ]         |
| 2022 | Hong Kong Film Critics Society Awards | Best Director                  | Cheang Pou-soi                           | Nominiert | [ 15 ]         |
| 2022 | Hong Kong Film Critics Society Awards | Best Actor                     | Gordon Lam                               | Nominiert | [ 15 ]         |
| 2022 | Hong Kong Film Critics Society Awards | Best Actress                   | Cya Liu                                  | Gewonnen  | [ 15 ]         |
| 2022 | Hong Kong Film Awards                 | Best Film                      | Limbo                                    | Nominiert | [ 16 ]         |
| 2022 | Hong Kong Film Awards                 | Best Director                  | Cheang Pou-soi                           | Nominiert | [ 16 ]         |
| 2022 | Hong Kong Film Awards                 | Best Actor                     | Gordon Lam                               | Nominiert | [ 16 ]         |
| 2022 | Hong Kong Film Awards                 | Best Actress                   | Cya Liu                                  | Gewonnen  | [ 16 ]         |
| 2022 | Hong Kong Film Awards                 | Best Supporting Actress        | Fish Liew                                | Nominiert | [ 16 ]         |
| 2022 | Hong Kong Film Awards                 | Best Screenplay                | Au Kin-yee, Shum Kwan Sin                | Gewonnen  | [ 16 ]         |
| 2022 | Hong Kong Film Awards                 | Best Cinematography            | Cheng Siu-Keung                          | Gewonnen  | [ 16 ]         |
| 2022 | Hong Kong Film Awards                 | Best Art Direction             | Kenneth Mak, Renee Wong                  | Gewonnen  | [ 16 ]         |
| 2022 | Hong Kong Film Awards                 | Best Film Editing              | David Richardson                         | Nominiert | [ 16 ]         |
| 2022 | Hong Kong Film Awards                 | Best Costume & Make Up Design  | Bruce Yu, Karen Yip                      | Nominiert | [ 16 ]         |
| 2022 | Hong Kong Film Awards                 | Best Original Film Score       | Kenji Kawai                              | Nominiert | [ 16 ]         |
| 2022 | Hong Kong Film Awards                 | Best Action Choreography       | Jack Wong Wai-leung                      | Nominiert | [ 16 ]         |
| 2022 | Hong Kong Film Awards                 | Best Visual Effects            | Garrett Lam, Ho Man Lok, Diu King Wai    | Nominiert | [ 16 ]         |
| 2022 | Hong Kong Film Awards                 | Best Sound Design              | Nopawat Likitwong                        | Nominiert | [ 16 ]         |
| 2022 | Golden Horse Awards                   | Best Narrative Feature         | Limbo                                    | Nominiert | [ 17 ] [ 18 ]  |
| 2022 | Golden Horse Awards                   | Best Director                  | Cheang Pou-soi                           | Nominiert | [ 17 ] [ 18 ]  |
| 2022 | Golden Horse Awards                   | Best Leading Actor             | Gordon Lam                               | Nominiert | [ 17 ] [ 18 ]  |
| 2022 | Golden Horse Awards                   | Best Leading Actress           | Cya Liu                                  | Nominiert | [ 17 ] [ 18 ]  |
| 2022 | Golden Horse Awards                   | Best Supporting Actor          | Mason Lee                                | Nominiert | [ 17 ] [ 18 ]  |
| 2022 | Golden Horse Awards                   | Best Adapted Screenplay        | Au Kin-yee and Shum Kwan-sin             | Gewonnen  | [ 17 ] [ 18 ]  |
| 2022 | Golden Horse Awards                   | Best Cinematography            | Cheng Siu-Keung                          | Gewonnen  | [ 17 ] [ 18 ]  |
| 2022 | Golden Horse Awards                   | Best Visual Effects            | Garrett Lam, Ho Man-lok and Diu King-wai | Gewonnen  | [ 17 ] [ 18 ]  |
| 2022 | Golden Horse Awards                   | Best Art Direction             | Mak Kwok-keung and Renee Wong            | Gewonnen  | [ 17 ] [ 18 ]  |
| 2022 | Golden Horse Awards                   | Best Makeup & Costume Design   | Bruce Yu Ka-on and Karen Yip             | Nominiert | [ 17 ] [ 18 ]  |
| 2022 | Golden Horse Awards                   | Best Action Choreography       | Jack Wong Wai-leung                      | Nominiert | [ 17 ] [ 18 ]  |
| 2022 | Golden Horse Awards                   | Best Original Film Score       | Kenji Kawai                              | Nominiert | [ 17 ] [ 18 ]  |
| 2022 | Golden Horse Awards                   | Best Film Editing              | David M. Richardson                      | Nominiert | [ 17 ] [ 18 ]  |
| 2022 | Golden Horse Awards                   | Best Sound Effects             | Nopawat Likitwong                        | Nominiert | [ 17 ] [ 18 ]  |
| 2022 | Golden Horse Awards                   | Audience Choice Award          | Limbo                                    | Gewonnen  | [ 17 ] [ 18 ]  |